# Sungai Baung (Talang Ubi)
Sungai Baung is een bestuurslaag in het regentschap Muara Enim van de provincie Zuid-Sumatra, Indonesië. Sungai Baung telt 2982 inwoners (volkstelling 2010).